# Titanes del Distrito Nacional
I Titanes del Distrito Nacional sono una società cestistica avente sede a Santo Domingo, in Repubblica Dominicana. Fondata nel 2005 come Constituyentes de San Cristóbal, nel 2010 cambiarono nome in Titanes del Distrito Nacional, per poi nel 2012 fino al 2014 prendere la denominazione Titanes del Licey. Nel 2014 hanno cambiato di nuovo il loro nome dal di Titanes del Distrito Nacional. Gioca nel campionato di pallacanestro dominicano.